# Улица Сунтажу (Рига)
Улица Су́нтажу (латыш. Suntažu iela) — улица в Латгальском предместье города Риги, в историческом районе Авоты. Начинается от улицы Пернавас между домами № 59 и 61, пролегает в восточном направлении и заканчивается тупиком. С другими улицами не пересекается. Общая длина улицы составляет 110 метров.
Проезжая часть улицы Сунтажу на всём протяжении покрыта булыжником, разрешено движение в обоих направлениях. Общественный транспорт по улице не курсирует.

## История
Улица Сунтажу впервые упоминается в списке улиц города в 1935 году под своим нынешним наименованием, которое никогда не изменялось. Оно дано в честь старинного волостного села Сунтажи в Огрском крае Латвии.
Наименование улицы в годы немецкой оккупации — нем. Sunzelsche Strasse.

## Застройка
Улица полностью сохранила свою первоначальную застройку межвоенного периода. Наиболее примечательное здание — частный двухэтажный жилой дом №1 с башней, построенный в 1935 году.
В тупиковой части улицы (дом № 8) расположены автомобильные мастерские.

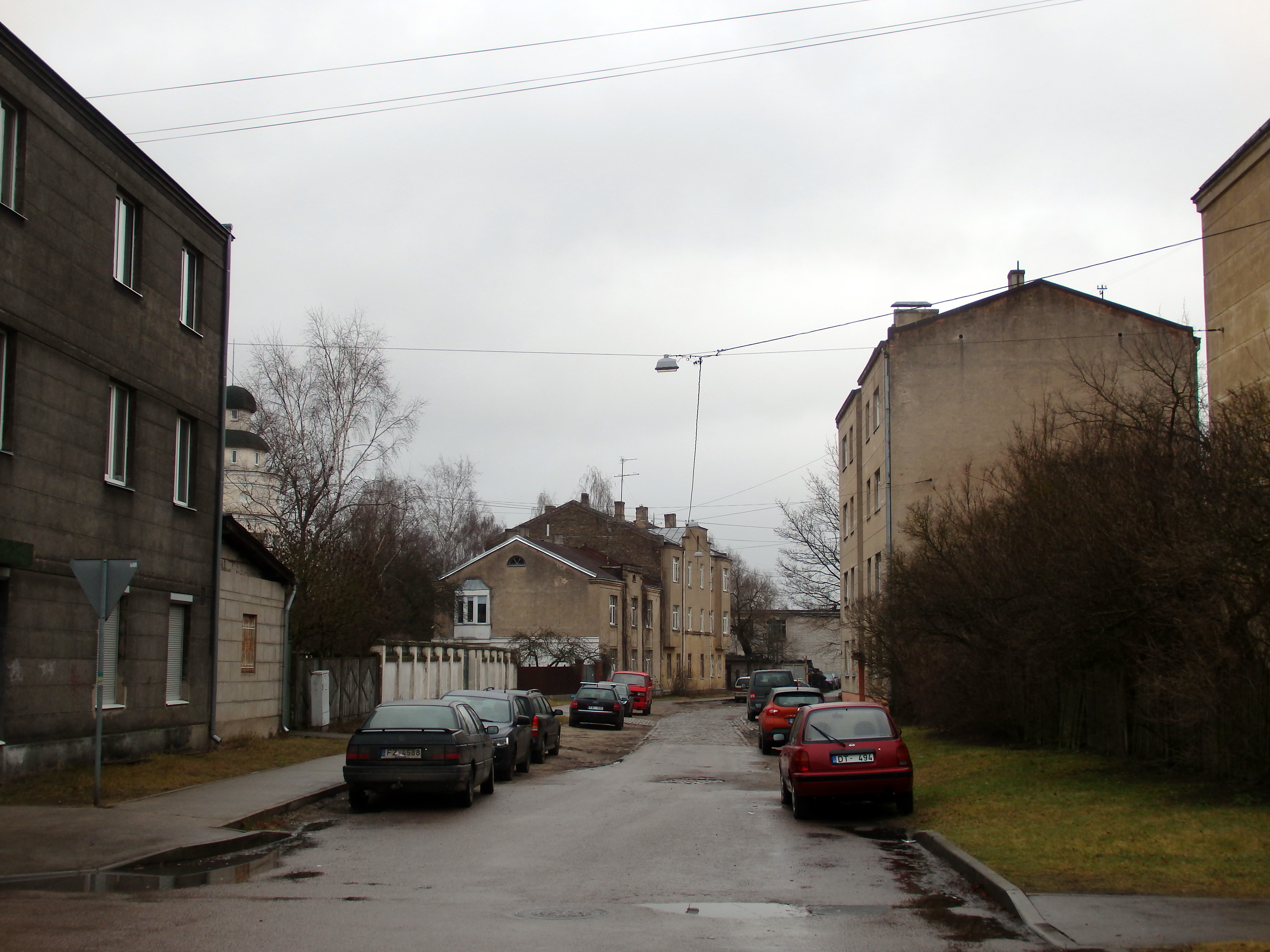
Вид от начала улицы
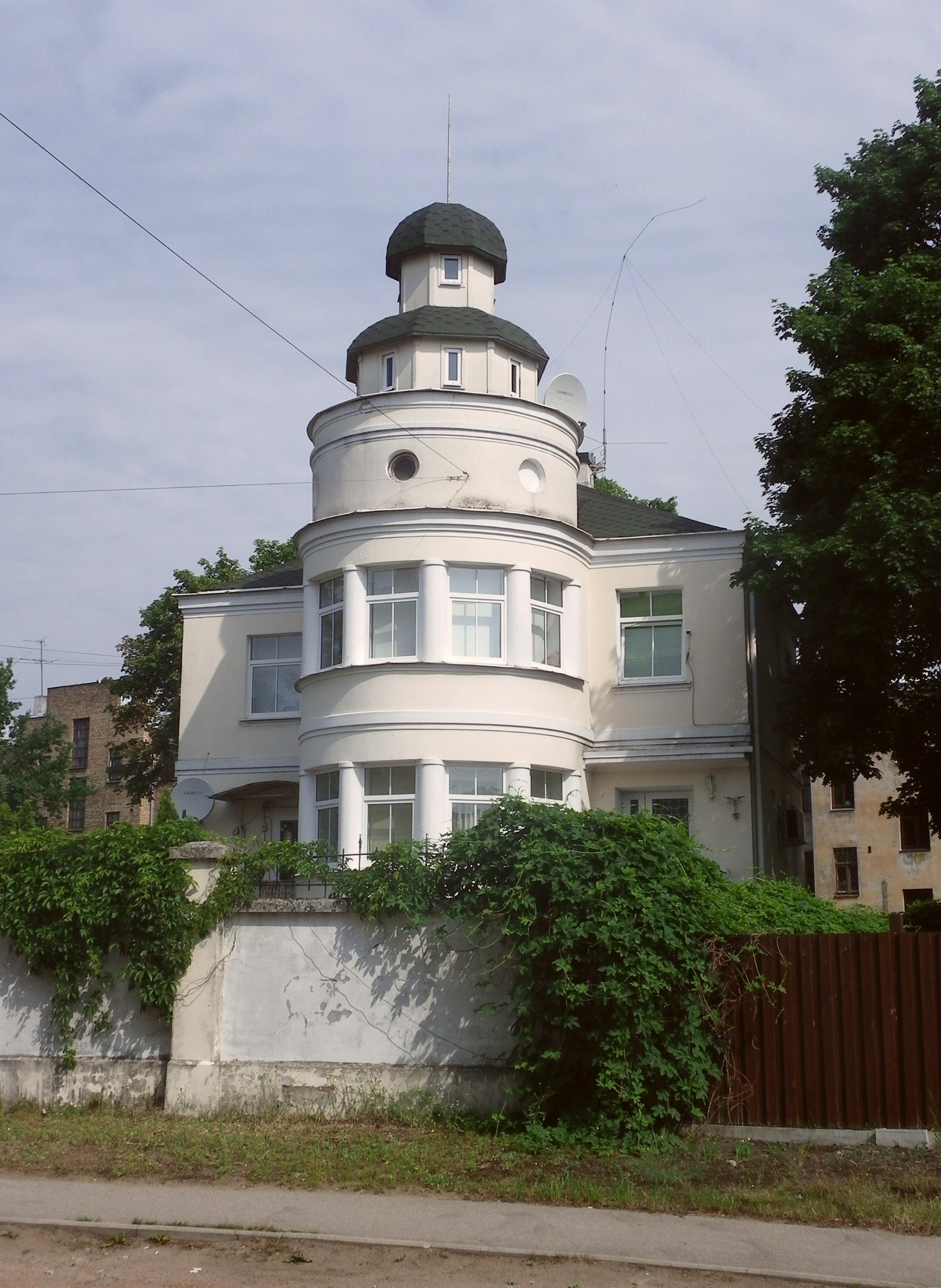
Дом № 1
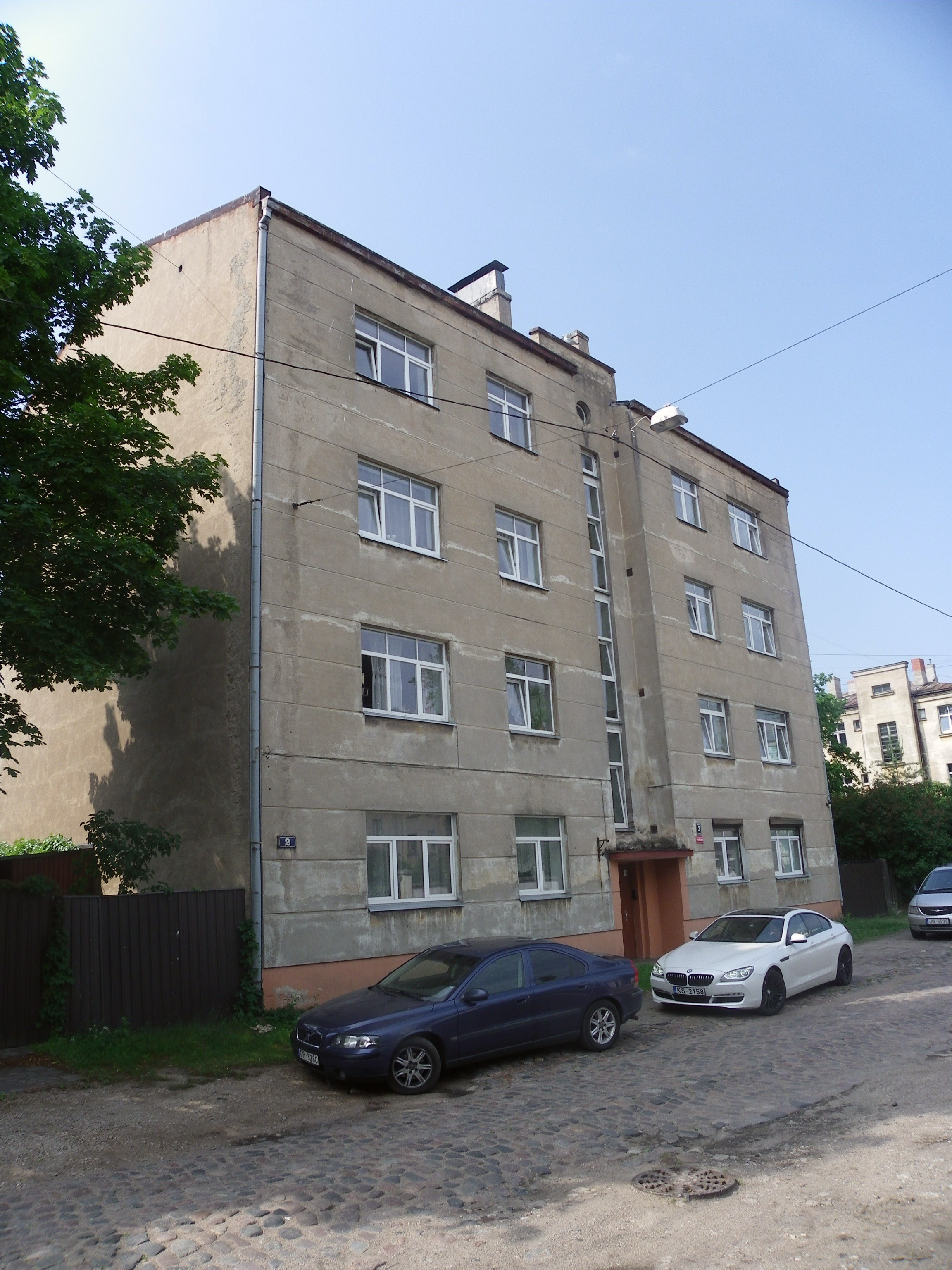
Дом № 2
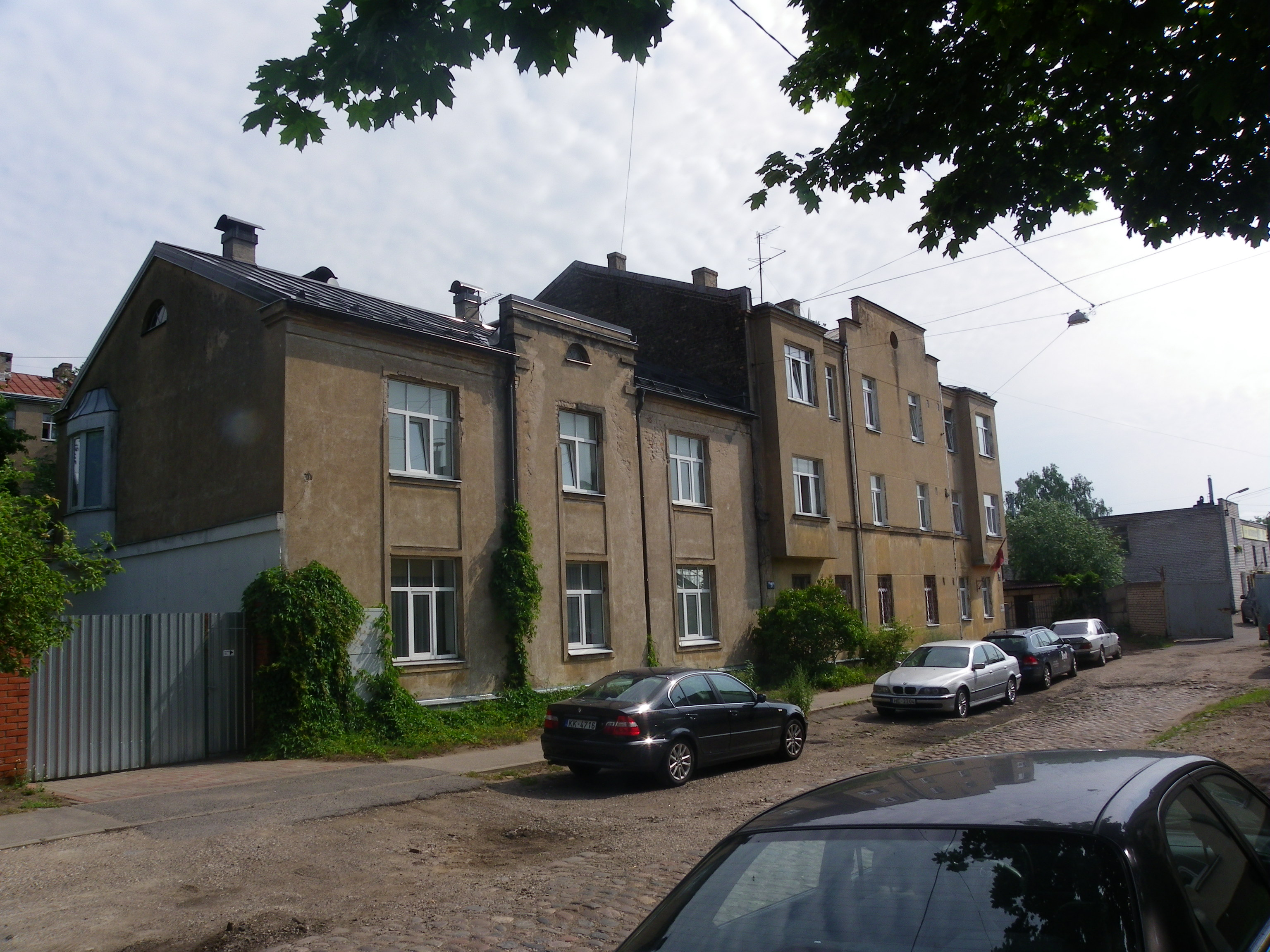
Дома № 3 и 5